# 川村鉄太郎

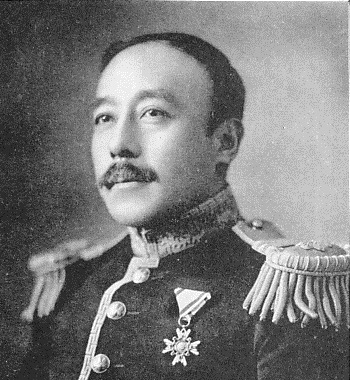
川村鉄太郎。

川村 鉄太郎（かわむら てつたろう、1870年6月22日（明治3年5月24日） - 1945年（昭和20年）4月23日）は、日本の官僚、伯爵、貴族院議員。正二位勲三等。

## 経歴
鹿児島生まれ。伯爵・川村純義の長男。東上し慶應義塾幼稚舎に学ぶ。横浜に赴き英語を研究。1886年（明治19年）、イギリスに赴きケンブリッジのリース学校に学び、ロンドンの理化学院に学ぶ。1897年（明治30年）日本勧業銀行に入り勘定役となる。のちに辞して皇孫（後の昭和天皇）の御用となる。1905年（明治38年）襲爵する。1907年（明治40年）11月16日、貴族院伯爵議員補欠選挙で当選し、1939年（昭和14年）7月9日まで貴族院議員を5期務めた。
また、その傍ら実業界にも進出。東洋火災海上保険、東海生命、京浜運河、帝国蓄電池、旭紡績の取締役も務めた。
1945年（昭和20年）4月23日に死去。死去に当たり幣帛が下賜された。墓所は多磨霊園。
妻は大久保春野の娘・安。長女は阪本釤之助の子・瑞男に、二女は柳原白蓮の異母兄・柳原義光に、三女はバロン西こと西竹一にそれぞれ嫁いだ。三男の純之助は大久保春野の養子となり、大久保光野と改名した。小松揮世久は曾孫。

## 栄典
位階
- 1896年（明治29年）6月20日 - 正五位[5]
- 1909年（明治42年）7月10日 - 正四位[6]

勲章等
- 1924年（大正13年）5月31日 - 勲三等瑞宝章[7]
- 1931年（昭和6年）5月1日 - 帝都復興記念章[8]
- 1938年（昭和13年）2月11日 - 金杯一個[9]